# Zlatko Kranjčar
Zlatko Kranjčar (Zágráb, 1956. november 15. – Zágráb, 2021. március 1.) jugoszláv válogatott horvát labdarúgó, csatár, edző.
A horvát válogatott szövetségi kapitánya volt 2004 és 2006 között. Kivezette a nemzeti csapatot a 2006-os világbajnokságra. Fia: Niko Kranjčar szintén válogatott labdarúgó.

## Sikerei, díjai

### Játékosként
Dinamo Zagreb
- Jugoszláv bajnok (1): 1981–82
- Jugoszláv kupa (2): 1980, 1983

Rapid Wien
- Osztrák bajnok (2): 1986–87, 1987–88

### Edzőként
Dinamo Zagreb
- Horvát bajnok (1): 1995–96
- Horvát kupa (2): 1994, 1996

NK Zagreb
- Horvát bajnok (1): 2001–02

Sepahan
- Iráni bajnok (1): 2011–12
- Iráni kupa (1): 2012–13